# Comuna Botești, Neamț
Botești este o comună în județul Neamț, Moldova, România, formată din satele Barticești, Botești (reședința) și Nisiporești.

## Așezare
Comuna se află în estul județului, la limita cu județul Iași, pe malul stâng al râului Moldova. Este străbătută de șoseaua națională DN2, care leagă Romanul de Suceava.

## Demografie
Componența etnică a comunei Botești
     Români (90,33%)
     Alte etnii (9,67%)
Componența confesională a comunei Botești
     Romano-catolici (79,54%)
     Ortodocși (10,26%)
     Alte religii (0,26%)
     Necunoscută (9,95%)
Conform recensământului efectuat în 2021, populația comunei Botești se ridică la 3.890 de locuitori, în scădere față de recensământul anterior din 2011, când fuseseră înregistrați 4.989 de locuitori. Majoritatea locuitorilor sunt români (90,33%). Din punct de vedere confesional, majoritatea locuitorilor sunt romano-catolici (79,54%), cu o minoritate de ortodocși (10,26%), iar pentru 9,95% nu se cunoaște apartenența confesională.

## Politică și administrație
Comuna Botești este administrată de un primar și un consiliu local compus din 13 consilieri. Primarul, Georgeta Blaj[*], de la Partidul Social Democrat, este în funcție din 2012. Începând cu alegerile locale din 2024, consiliul local are următoarea componență pe partide politice:
|  | Partid                                  | Consilieri | Componența Consiliului | Componența Consiliului | Componența Consiliului | Componența Consiliului | Componența Consiliului | Componența Consiliului |
|  | --------------------------------------- | ---------- | ---------------------- | ---------------------- | ---------------------- | ---------------------- | ---------------------- | ---------------------- |
|  | Partidul Social Democrat                | 6          |                        |                        |                        |                        |                        |                        |
|  | Reînnoim Proiectul European al României | 2          |                        |                        |                        |                        |                        |                        |
|  | Uniunea Salvați România                 | 2          |                        |                        |                        |                        |                        |                        |
|  | Partidul Național Liberal               | 2          |                        |                        |                        |                        |                        |                        |
|  | Alianța pentru Unirea Românilor         | 1          |                        |                        |                        |                        |                        |                        |

## Istorie
Componența etnică a comunei Botești după recensământul populației din anul 1899.
     Români (67,7%)
     Maghiari (30,7%)
     Evrei (1,5%)
La sfârșitul secolului al XIX-lea, comuna făcea parte din plasa Moldova a județului Roman și avea alcătuirea actuală, populația ei fiind de 1561 de locuitori ce trăiau în 380 de case, în majoritate români, dar cu o minoritate de 480 locuitori maghiari și 6 familii de evrei. În comună funcționau o școală primară mixtă cu 28 de elevi (dintre care 4 fete), o biserică ortodoxă și două catolice. Anuarul Socec din 1925 consemnează comuna în aceeași plasă, având 2749 de locuitori în satele Botești, Barticești, Nisiporești și Zăpodia.
În 1950, comuna a fost transferată raionului Roman din regiunea Bacău (între 1952 și 1956, din regiunea Iași). În 1968, ea a trecut la județul Neamț; tot atunci, satul Nisiporești-Zăpodia a luat numele de Nisiporești.

## Repere locale
Personalități
- Petru Tocănel – preot-călugăr franciscan conventual din România, născut la Barticești
- Romeliu Copilaș - pictor